# شوپیان
شوپیان یکی از ناحیه‌های جامو و کشمیر در کشور هند است. مرکز این ناحیه شوپیان است.